# ヨアン・アンドネ
ヨアン・アンドネ（Ioan Andone, 1960年3月15日 - ）は、ルーマニア・アルバ県出身の元同国代表サッカー選手、現サッカー指導者。現役時代のポジションはDF。攻撃的なサッカーを好む。

## 経歴
現役時代はセンターバックで、ルーマニア代表としてEURO1984や1990 FIFAワールドカップの代表メンバーに選出された。
現役引退後は監督業を始め、FCスポルトゥル・ストゥデンツェスク・ブカレスト、FCウニヴェルシタテア・クルジュなどを指揮。2003年より指揮したFCディナモ・ブカレストではリーグ優勝・カップ戦優勝の二冠を達成した。2005年12月から2007年1月まで、キプロスのオモニア・ニコシア監督を務めた。
2007-2008シーズンはルーマニアのCFRクルジュを指揮し、リーグ優勝・カップ戦優勝の二冠を達成した。CFRクルジュは初のリーグ優勝であった。その後、中東で指揮を執り、2010年1月から3月までブルガリアのCSKAソフィアを指揮。短期間、FCラピド・ブカレストを指揮し、2010年6月、FCディナモ・ブカレスト監督に再び就任。リーグ戦で6位に終わり、シーズン終了後に辞任した。2012年4月、ジョルジュ・コスタの後任としてCFRクルジュの監督に復帰、リーグ優勝に導いた。
2016年5月20日、3度目となるディナモ・ブカレストの指揮官就任が発表された。

## タイトル

### 現役時代
ディナモ・ブカレスト
- ディヴィジアA : 1983-84, 1989-90
- クパ・ロムニエイ : 1983-84, 1985-86, 1989-90

### 指導者時代
ディナモ・ブカレスト
- ディヴィジアA : 2003-04
- クパ・ロムニエイ : 2002-03, 2003-04, 2004-05
- スーペルクパ・ロムニエイ :2005

CFRクルジュ
- リーガ1 : 2007-08, 2011-12
- クパ・ロムニエイ : 2007-08